# スポルティング・デ・ヒホン
レアル・スポルティング・デ・ヒホン, S.A.D.（Real Sporting de Gijón S.A.D. (スペイン語発音: [reˈal esˈpoɾtin de xiˈxon])）は、スペイン・アストゥリアス州ヒホンに本拠地を置くサッカークラブ。2024-25シーズンはセグンダ・ディビシオンに所属している。

## 概要
1905年7月1日に創設された。愛称はロヒブランコス（Rojiblancos、赤と白）。ホームスタジアムであるエル・モリノンは1908年に建てられており、スペイン国内のプロサッカー場としては最も歴史のあるスタジアムである。ラ・リーガ通算順位表では15位に位置し、セグンダ・ディビシオンB（3部）以下でプレーしたことのない9つのクラブのひとつである。同じアストゥリアス州内のレアル・オビエドとライバル関係にあり、両クラブが同じディビジョンに属している時にはアストゥリアス・ダービーが行われる。

## 歴史

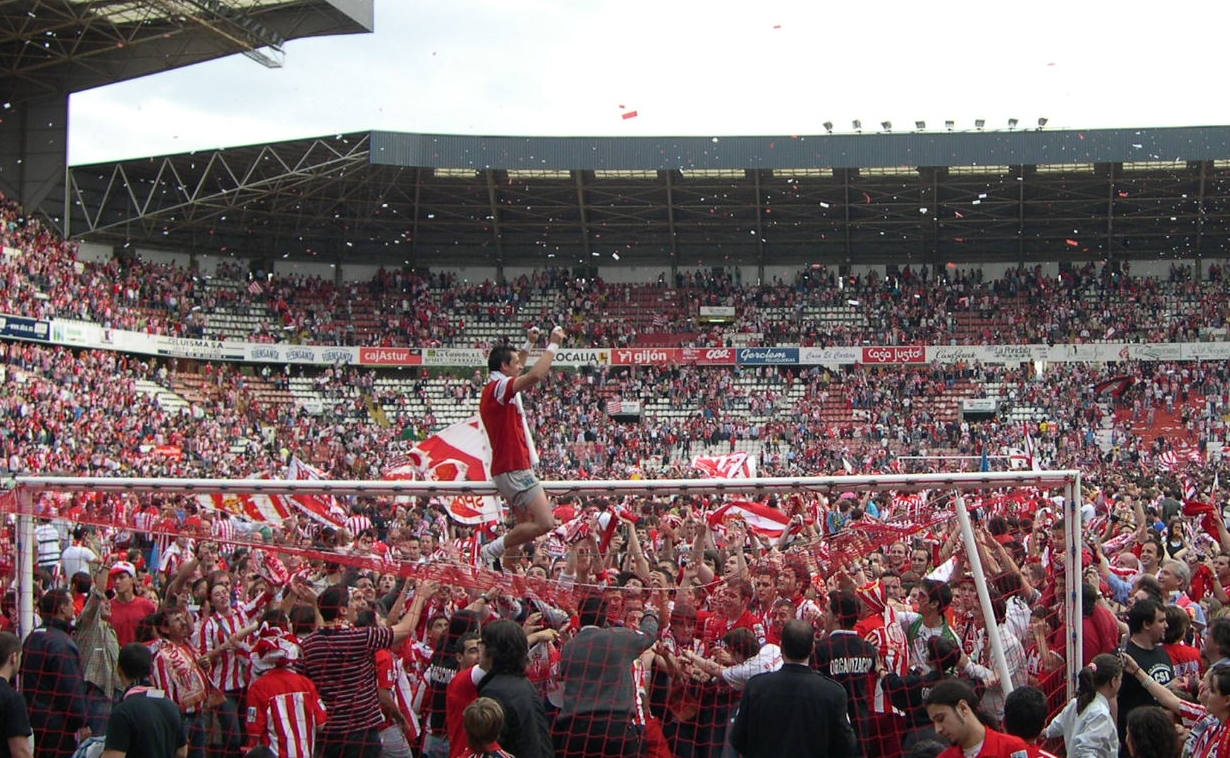
昇格を祝う選手とファンたち（2008年6月）

1905年7月1日にスポルティング・ヒホネス (Sporting Gijonés)という名称で設立され、アンセルモ・ロペスが初代会長となった。1912年にはスペイン国王のアルフォンソ13世がスペイン王室の庇護を与え、「国王の」を表すRealをクラブ名に取り入れてレアル・スポルティング・クルブ・ヒホネス (Real Sporting Club Gijonés)と改名した。1916年には現在の名称であるレアル・スポルティング・デ・ヒホン (Real Sporting de Gijón)に改名した。
1941-42シーズンから3シーズン続けてセグンダ・ディビシオンで優勝して昇格プレーオフに出場し、1943-44シーズン終了後には初めてプリメーラ・ディビシオン（1部）昇格を決めた。1970年代後半と1980年代前半にはクラブの黄金期を迎え、リーグ戦とカップ戦（コパ・デル・レイ）で優勝を争った。1970年代にはキニがプリメーラ・ディビシオンで3度得点王（ピチーチ賞）のタイトルを獲得し、1981-82シーズンと1982-83シーズンには2シーズン連続でコパ・デル・レイ準優勝を果たした。また、1977-78シーズンから1997-98シーズンまで21シーズン連続でプリメーラ・ディビシオンに在籍し、この期間中にはUEFAカップに6度出場した。ラウンド32に4度、ラウンド16に2度進出しており、直近の出場は1991-92シーズンである。1997-98シーズンは無残な成績でセグンダ・ディビシオン降格となり、1998-99シーズンから2007-08シーズンまでの10シーズンはセグンダ・ディビシオンでプレーした。
2007-08シーズンはセグンダ・ディビシオンを3位で終え、11シーズンぶりのプリメーラ・ディビシオン昇格を果たした。2008-09シーズンは開幕戦から5試合で20失点を喫したが、その後は強豪のバレンシアCFやセビージャFCに勝利するなど健闘した。降格もやむなしと思われたが、34節まで引き分けゼロという攻撃サッカーを貫き、14位で残留を決めた。敗戦数はリーグ最多タイ、失点数は断トツでリーグ最多だった。2011年4月2日のレアル・マドリード戦(1-0)に勝利し、ジョゼ・モウリーニョ監督が続けていたホームで9年間負けなしという記録を途切れさせた。
2022年にクラブは、メキシコに拠点を置きサントス・ラグナやアトラスFCを所有するOrlegiグループによって約30年間オーナーを務めたフェルナンデス家から買収された。

## クラブカラーと紋章

ヒホン市の旗

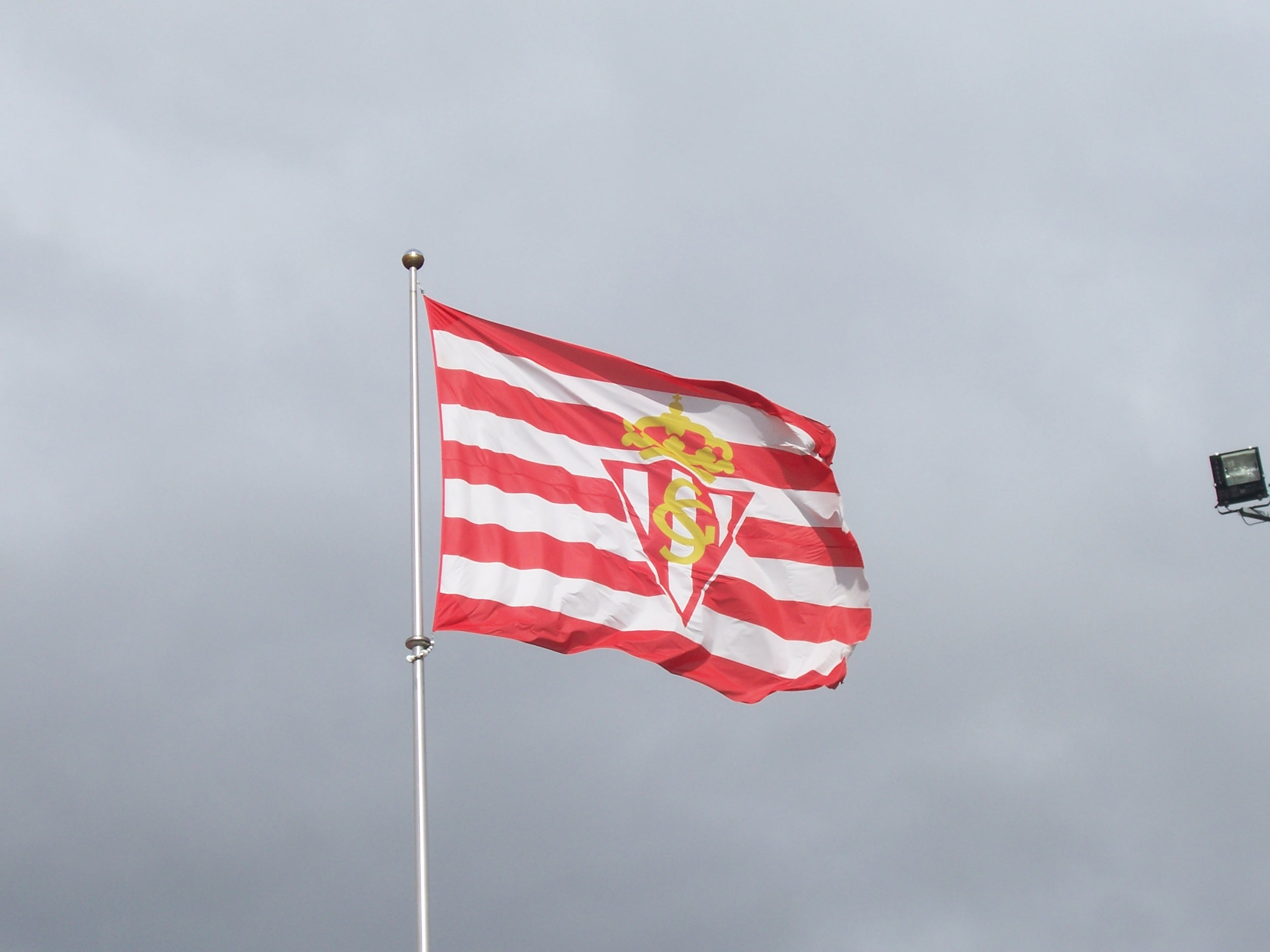
スポルティング・ヒホンの旗

クラブ創設当初から赤と白の縦縞のユニフォームを着用している。現在、赤と白のユニフォームを着るアスレティック・ビルバオとアトレティコ・マドリードは1909年まで青と白のユニフォームを着ており、赤と白の縦縞でプレーしたプリメーラ・ディビシオンのチームはスポルティング・ヒホンが最初である。この配色はヒホン市の公式旗に由来しており、ヒホン市の公式旗は1845年に誕生したヒホン沿岸州の旗に由来している。古い歴史を持つ多くのクラブと同じく、当初はユニフォームにいかなるバッジも付けていなかったが、1920年代に初めて公式バッジが採り入れられた。それは伝統的に盾の形（逆三角形）をして3つのセクションに分けられ、クラブと市を象徴している。1931年から1936年までのスペイン内戦中は丸い盾の形をしており、最上部の王冠は城壁冠に変えられた。
現在のバッジは逆三角形をしており、赤と白の縦縞が施され、その中央に金色でS（SportingのS）とG（GijonのG）の文字が配置されている。最上部には国王の庇護の象徴である王冠を置いている。
クラブの公式旗は縦横2:3の長方形で、赤と白の9本の横縞（一番上と一番下は赤）で構成されている。中央右寄りにクラブのロゴがデザインされている。

## サポーター
たいていのホームゲームでは、大部分の席はシーズンチケット購入者か、21,000人いるソシオと呼ばれるファンクラブ加入者で占められる。これらのソシオ以外に、スペイン国内外に240以上のファンクラブ（クラブが認知している公式のもののみ）がある 。2008-09シーズンの1試合平均観客数は21,491人であり、リーグで10番目に多かった。総座席数に占める観客数は84%であり、リーグで5番目であった。
スポルティングイスタス(Sportinguistas)と呼ばれるサポーター集団がある。スペインのクラブの中でもっともクラブに対する忠誠心があり、アウェー戦に多く詰めかけ、活発なサポーター集団のひとつであると広く認識されており、試合では素晴らしい雰囲気を作り上げる。スポルティングイスタスに続くサポーター集団としてはラ・マレオーナ(La Mareona)がある。
2008年6月にヒホン市で行われたプリメーラ・ディビシオン昇格を祝うイベントには約30万人が詰めかけた。

## 練習場と下部組織
1978年3月28日にエスクエラ・デ・フトボル・デ・マレオ（通称マレオ）という名前の練習場が完成し、下部組織も同名のマレオと呼ばれている。練習場としてのマレオは市街地から7kmの距離にあり、112,000m2の広さを誇る。マレオではトップチームの練習と下部組織のチームの試合が行われている。現在、マレオには8つのグラウンドがあり、屋内練習場や医療センターを備えた建物も併設している。
スポルティング・ヒホンの下部組織は優れた選手を数多く輩出することで知られている。1968年にトップチームデビューしたFWキニはプリメーラ・ディビシオンで3度、セグンダ・ディビシオンで2度得点王（ピチーチ賞）のタイトルを獲得し、FCバルセロナを経てスポルティング・ヒホンで現役引退した。1984年にはGKフアン・カルロス・アブラネードがトップチームデビューし、1999年までスポルティング・ヒホン一筋であった。アブラネードはスペイン代表キャップこそ少ないが2度のFIFAワールドカップに出場している。MFルイス・エンリケは1989年にトップチームデビューし、その後はFCバルセロナとレアル・マドリードでプレーした。ルイス・エンリケと同じく1989年にトップチームデビューしたDFアベラルドは、やはりルイス・エンリケと同じくバルセロナオリンピック優勝メンバーのひとりであり、2度のFIFAワールドカップに出場した。FWダビド・ビジャは2000年にトップチームデビューし、バレンシアCFやFCバルセロナなどで活躍している。スペイン代表として出場したUEFA欧州選手権2008と2010 FIFAワールドカップで得点王に輝いた。

## ユニフォーム

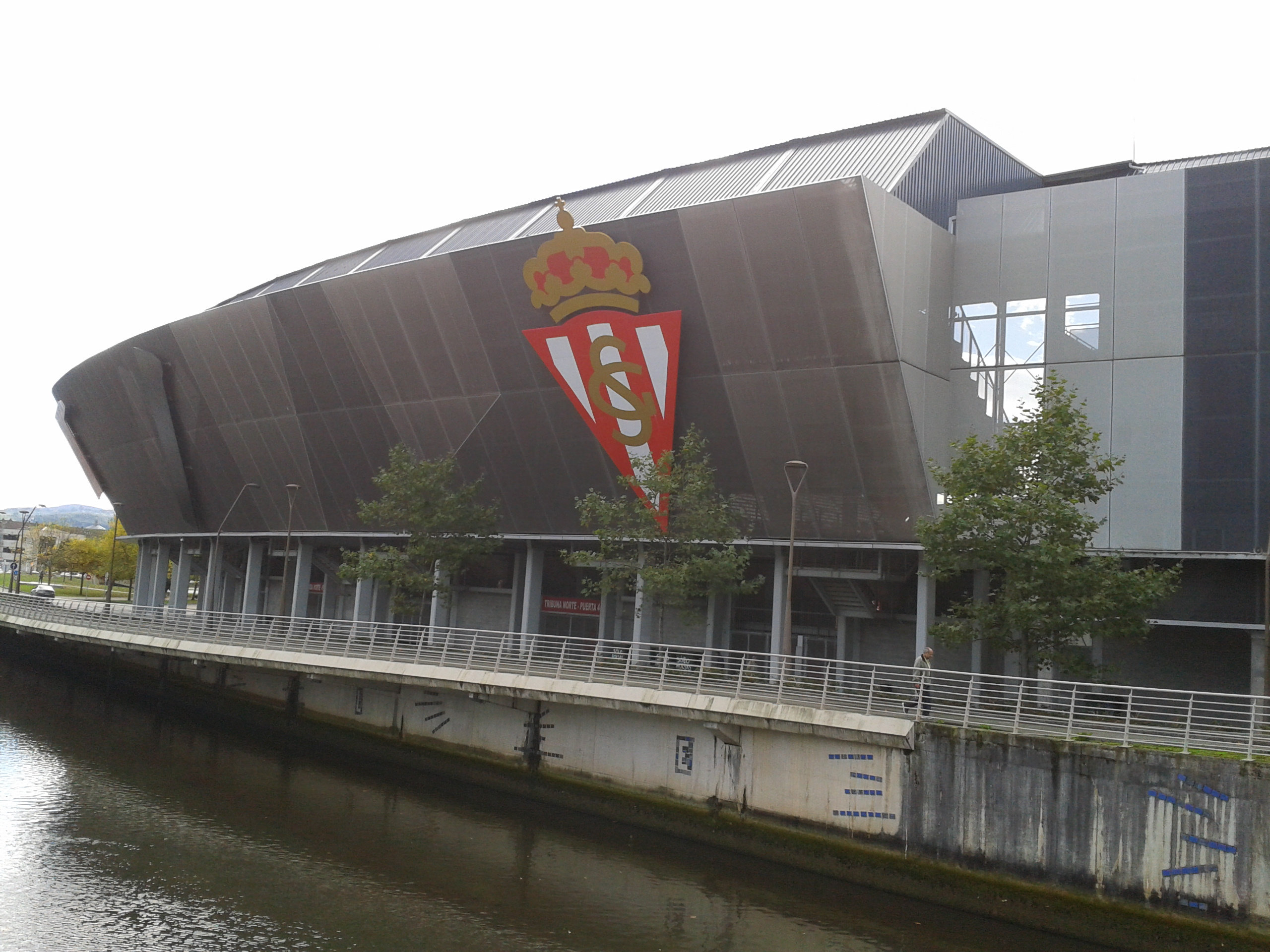
エスタディオ・ムニシパル・エル・モリノン

| 期間      | サプライヤー | 胸スポンサー                  |
| --------- | ------------ | ----------------------------- |
| 1985–1986 | アディダス   | なし                          |
| 1986–1989 | アディダス   | Cajastur                      |
| 1989–1992 | Rasán        | Cajastur                      |
| 1992–1995 | ロット       | Cajastur                      |
| 1995–1997 | ホマ         | Cajastur                      |
| 1997–2002 | Astore       | ヒホン市                      |
| 2002–2011 | Astore       | ヒホン市 アストゥリアス州政府 |
| 2011–2013 | Kappa        | ヒホン市 アストゥリアス州政府 |
| 2013-2016 | Kappa        | ヒホン市                      |
| 2016-2017 | ナイキ       | ヒホン市                      |
| 2017-2018 | ナイキ       | Teslacard                     |
| 2018-2019 | ナイキ       | Pastón                        |
| 2019-2020 | ナイキ       | Interwetten                   |
| 2020-2022 | ナイキ       | Integra Energía               |
| 2022-2023 | プーマ       | Integra Energía               |
| 2023-2024 | プーマ       | Jarisco es mexico             |
| 2024-2025 | プーマ       | SIROKO                        |

## タイトル

### クラブタイトル
- プリメーラ・ディビシオン

最高位 2位 : 1978-79
- コパ・デル・レイ

最高位 2位 : 1981, 1982
- セグンダ・ディビシオン

優勝5回 : 1943-44, 1950-51, 1956-57, 1969-70, 1976-77

### 個人タイトル

#### ピチーチ賞
- プリメーラ・ディビシオン: キニ (3) (1973–74, 1975–76, 1979–80)
- セグンダ・ディビシオン: リカルド (1956–57), ソラバッリエタ (1966–67), キニ (2) (1969–70, 1976–77)

#### サモラ賞
- プリメーラ・ディビシオン: フアン・カルロス・アブラネード (3) (1984–85, 1985–86, 1989–90)
- セグンダ・ディビシオン: ロベルト (2005–06)

## 成績

### 近年の成績
| シーズン | リーグ戦     | リーグ戦 | リーグ戦 | リーグ戦 | リーグ戦 | リーグ戦 | リーグ戦 | リーグ戦 | リーグ戦 | コパ・デル・レイ |
| シーズン | ディビジョン | 試       | 勝       | 分       | 敗       | 得       | 失       | 点       | 順位     | コパ・デル・レイ |
| -------- | ------------ | -------- | -------- | -------- | -------- | -------- | -------- | -------- | -------- | ---------------- |
| 2013-14  | セグンダ     | 42       | 16       | 16       | 10       | 63       | 51       | 64       | 5位      | 2回戦敗退        |
| 2014-15  | セグンダ     | 42       | 21       | 19       | 2        | 57       | 27       | 82       | 2位      | 2回戦敗退        |
| 2015-16  | プリメーラ   | 38       | 10       | 9        | 19       | 40       | 62       | 39       | 17位     | ベスト32         |
| 2016-17  | プリメーラ   | 38       | 7        | 10       | 21       | 42       | 72       | 31       | 18位     | ベスト32         |
| 2017-18  | セグンダ     | 42       | 21       | 8        | 13       | 60       | 40       | 71       | 4位      | 3回戦敗退        |
| 2018-19  | セグンダ     | 42       | 16       | 13       | 13       | 43       | 38       | 61       | 9位      | ベスト16         |
| 2019-20  | セグンダ     | 42       | 14       | 12       | 16       | 40       | 38       | 54       | 13位     | 1回戦敗退        |
| 2020-21  | セグンダ     | 42       | 17       | 14       | 11       | 37       | 28       | 65       | 7位      | ベスト32         |
| 2021-22  | セグンダ     | 42       | 11       | 13       | 18       | 43       | 48       | 46       | 17位     | ベスト16         |
| 2022-23  | セグンダ     | 42       | 11       | 17       | 14       | 43       | 48       | 50       | 17位     | ベスト16         |
| 2023-24  | セグンダ     | 42       | 18       | 11       | 13       | 51       | 42       | 65       | 5位      | 2回戦敗退        |
| 2024-25  | セグンダ     | 42       |          |          |          |          |          |          |          | 2回戦敗退        |

### 過去の成績
| シーズン | 部 | ディビジョン | 順位 | コパ・デル・レイ |
| -------- | -- | ------------ | ---- | ---------------- |
| 1929     | 2  | セグンダ     | 4位  | ベスト32         |
| 1929-30  | 2  | セグンダ     | 2位  | ベスト32         |
| 1930-31  | 2  | セグンダ     | 4位  | ベスト16         |
| 1931-32  | 2  | セグンダ     | 3位  | ベスト4          |
| 1932-33  | 2  | セグンダ     | 6位  | ベスト16         |
| 1933-34  | 2  | セグンダ     | 6位  | ベスト16         |
| 1934-35  | 2  | セグンダ     | 3位  | ベスト16         |
| 1935-36  | 2  | セグンダ     | 3位  | 3回戦敗退        |
| 1939-40  | 2  | セグンダ     | 3位  | ベスト16         |
| 1940-41  | 2  | セグンダ     | 3位  | 3回戦敗退        |
| 1941-42  | 2  | セグンダ     | 1位  | ベスト32         |
| 1942-43  | 2  | セグンダ     | 1位  | ベスト32         |
| 1943-44  | 2  | セグンダ     | 1位  | ベスト32         |
| 1944-45  | 1  | プリメーラ   | 7位  | ベスト16         |
| 1945-46  | 1  | プリメーラ   | 9位  | ベスト16         |
| 1946-47  | 1  | プリメーラ   | 10位 | 1回戦敗退        |
| 1947-48  | 1  | プリメーラ   | 14位 | 6回戦敗退        |
| 1948-49  | 2  | セグンダ     | 6位  | 5回戦敗退        |
| 1949-50  | 2  | セグンダ     | 3位  | 2回戦敗退        |
| 1950-51  | 2  | セグンダ     | 1位  | ベスト8          |

| シーズン | 部 | ディビジョン | 順位 | コパ・デル・レイ |
| -------- | -- | ------------ | ---- | ---------------- |
| 1951-52  | 1  | プリメーラ   | 13位 |                  |
| 1952-53  | 1  | プリメーラ   | 7位  | ベスト16         |
| 1953-54  | 1  | プリメーラ   | 16位 |                  |
| 1954-55  | 2  | セグンダ     | 4位  |                  |
| 1955-56  | 2  | セグンダ     | 7位  |                  |
| 1956-57  | 2  | セグンダ     | 1位  |                  |
| 1957-58  | 1  | プリメーラ   | 12位 | ベスト16         |
| 1958-59  | 1  | プリメーラ   | 15位 | ベスト16         |
| 1959-60  | 2  | セグンダ     | 5位  | ベスト8          |
| 1960-61  | 2  | セグンダ     | 13位 | ベスト32         |
| 1961-62  | 2  | セグンダ     | 13位 | 1回戦敗退        |
| 1962-63  | 2  | セグンダ     | 5位  | ベスト32         |
| 1963-64  | 2  | セグンダ     | 2位  | 1回戦敗退        |
| 1964-65  | 2  | セグンダ     | 3位  | ベスト8          |
| 1965-66  | 2  | セグンダ     | 3位  | ベスト32         |
| 1966-67  | 2  | セグンダ     | 2位  | 1回戦敗退        |
| 1967-68  | 2  | セグンダ     | 5位  | ベスト32         |
| 1968-69  | 2  | セグンダ     | 5位  |                  |
| 1969-70  | 2  | セグンダ     | 1位  | 4回戦敗退        |
| 1970-71  | 1  | プリメーラ   | 12位 | ベスト32         |

| シーズン | 部 | ディビジョン | 順位 | コパ・デル・レイ |
| -------- | -- | ------------ | ---- | ---------------- |
| 1971-72  | 1  | プリメーラ   | 11位 | ベスト16         |
| 1972-73  | 1  | プリメーラ   | 14位 | ベスト4          |
| 1973-74  | 1  | プリメーラ   | 13位 | 5回戦敗退        |
| 1974-75  | 1  | プリメーラ   | 14位 | 4回戦敗退        |
| 1975-76  | 1  | プリメーラ   | 18位 | ベスト16         |
| 1976-77  | 2  | セグンダ     | 1位  | 3回戦敗退        |
| 1977-78  | 1  | プリメーラ   | 5位  | ベスト4          |
| 1978-79  | 1  | プリメーラ   | 2位  | 3回戦敗退        |
| 1979-80  | 1  | プリメーラ   | 3位  | ベスト4          |
| 1980-81  | 1  | プリメーラ   | 7位  | 準優勝           |
| 1981-82  | 1  | プリメーラ   | 14位 | 準優勝           |
| 1982-83  | 1  | プリメーラ   | 8位  | ベスト4          |
| 1983-84  | 1  | プリメーラ   | 13位 | ベスト8          |
| 1984-85  | 1  | プリメーラ   | 4位  | ベスト8          |
| 1985-86  | 1  | プリメーラ   | 6位  | 3回戦敗退        |
| 1986-87  | 1  | プリメーラ   | 4位  | 2回戦敗退        |
| 1987-88  | 1  | プリメーラ   | 9位  | ベスト16         |
| 1988-89  | 1  | プリメーラ   | 13位 | ベスト16         |
| 1989-90  | 1  | プリメーラ   | 13位 | ベスト8          |
| 1990-91  | 1  | プリメーラ   | 5位  | ベスト4          |

| シーズン | 部 | ディビジョン | 順位 | コパ・デル・レイ |
| -------- | -- | ------------ | ---- | ---------------- |
| 1991-92  | 1  | プリメーラ   | 8位  | ベスト4          |
| 1992-93  | 1  | プリメーラ   | 12位 | ベスト16         |
| 1993-94  | 1  | プリメーラ   | 14位 | ベスト16         |
| 1994-95  | 1  | プリメーラ   | 18位 | ベスト4          |
| 1995-96  | 1  | プリメーラ   | 18位 | ベスト16         |
| 1996-97  | 1  | プリメーラ   | 15位 | 3回戦敗退        |
| 1997-98  | 1  | プリメーラ   | 20位 | 2回戦敗退        |
| 1998-99  | 2  | セグンダ     | 9位  | 4回戦敗退        |
| 1999-00  | 2  | セグンダ     | 9位  | 1回戦敗退        |
| 2000-01  | 2  | セグンダ     | 7位  | ベスト64         |
| 2001-02  | 2  | セグンダ     | 6位  | ベスト16         |
| 2002-03  | 2  | セグンダ     | 10位 | ベスト64         |
| 2003-04  | 2  | セグンダ     | 5位  | ベスト64         |
| 2004-05  | 2  | セグンダ     | 11位 | ベスト64         |
| 2005-06  | 2  | セグンダ     | 9位  | 1回戦敗退        |
| 2006-07  | 2  | セグンダ     | 13位 | 2回戦敗退        |
| 2007-08  | 2  | セグンダ     | 3位  | 2回戦敗退        |
| 2008-09  | 1  | プリメーラ   | 14位 | ベスト8          |
| 2009-10  | 1  | プリメーラ   | 15位 | ベスト32         |
| 2010-11  | 1  | プリメーラ   | 10位 | ベスト32         |

| シーズン | 部 | ディビジョン | 順位 | コパ・デル・レイ |
| -------- | -- | ------------ | ---- | ---------------- |
| 2011-12  | 1  | プリメーラ   | 19位 | ベスト32         |
| 2012-13  | 2  | セグンダ     | 10位 | ベスト32         |
| 2013-14  | 2  | セグンダ     | 5位  | 2回戦敗退        |
| 2014-15  | 2  | セグンダ     | 2位  | 2回戦敗退        |
| 2015-16  | 1  | プリメーラ   | 17位 | ベスト32         |
| 2016-17  | 1  | プリメーラ   | 18位 | ベスト32         |
| 2017-18  | 2  | セグンダ     | 4位  | 3回戦敗退        |
| 2018-19  | 2  | セグンダ     | 9位  | ベスト16         |
| 2019-20  | 2  | セグンダ     | 13位 | 1回戦敗退        |
| 2020-21  | 2  | セグンダ     | 7位  | ベスト32         |
| 2021-22  | 2  | セグンダ     | 17位 | ベスト16         |
| 2022-23  | 2  | セグンダ     | 17位 | ベスト16         |
| 2023-24  | 2  | セグンダ     | 5位  | 2回戦敗退        |
| 2024-25  | 2  | セグンダ     |      | 2回戦敗退        |

- 42シーズン - プリメーラ・ディビシオン
- 52シーズン - セグンダ・ディビシオン

## 欧州の成績
| シーズン | 大会       | ラウンド | 対戦相手               | ホーム | アウェー     | 合計        |  |
| -------- | ---------- | -------- | ---------------------- | ------ | ------------ | ----------- |  |
| 1978-79  | UEFAカップ | 1回戦    | トリノ                 | 3-0    | 0-1          | 3-1         |  |
| 1978-79  | UEFAカップ | 2回戦    | ツルヴェナ・ズヴェズダ | 0-1    | 1-1          | 1-2         |  |
| 1979-80  | UEFAカップ | 1回戦    | PSV                    | 0-0    | 0-1          | 0-1         |  |
| 1980-81  | UEFAカップ | 1回戦    | ボヘミアンズ           | 2-1    | 1-3          | 3-4         |  |
| 1985-86  | UEFAカップ | 1回戦    | ケルン                 | 1-2    | 0-0          | 1-2         |  |
| 1987-88  | UEFAカップ | 1回戦    | ミラン                 | 1-0    | 0-3          | 1-3         |  |
| 1991-92  | UEFAカップ | 1回戦    | パルティザン           | 2-0    | 0-2 (a.e.t.) | 2-2 (3-2 p) |  |
| 1991-92  | UEFAカップ | 2回戦    | FCSB                   | 2-2    | 0-1          | 2-3         |  |

## 現所属メンバー
2025年2月16日現在
注：選手の国籍表記はFIFAの定めた代表資格ルールに基づく。
| No. | Pos. |          | 選手名                       |
| --- | ---- | -------- | ---------------------------- |
| 1   | GK   | スペイン | ルベン・ジャニェス           |
| 2   | DF   | スペイン | ギジェ・ロサス               |
| 3   | DF   | スペイン | コテ                         |
| 4   | DF   | スペイン | ロベルト・ピエル             |
| 5   | DF   | スペイン | パブロ・ガルシア・カラスコ * |
| 6   | MF   | スペイン | ナチョ・マルティン           |
| 7   | MF   | スペイン | ガスパール・カンポス         |
| 8   | MF   | スペイン | ヘスス・ベルナル             |
| 9   | MF   | スペイン | ダニエル・ケイポ             |
| 10  | MF   | スペイン | ナチョ・メンデス             |
| 11  | FW   | スペイン | ビクトル・カンプサーノ       |
| 12  | MF   | スペイン | カルロス・ドトール           |

| No. | Pos. |            | 選手名                       |
| --- | ---- | ---------- | ---------------------------- |
| 13  | GK   | キューバ   | クリスティアン・ジョエル ()  |
| 14  | MF   | スペイン   | ランデル・オラエチェア       |
| 15  | DF   | セルビア   | ニコラ・マラシュ             |
| 16  | FW   | エクアドル | ヨルディ・カイセド ★         |
| 17  | FW   | スペイン   | ジョナサン・ドゥバシン ()    |
| 18  | MF   | スペイン   | セサル・ヘラベルト           |
| 19  | FW   | コロンビア | フアン・オテロ ★             |
| 20  | DF   | スペイン   | ケビン・バスケス             |
| 21  | FW   | スペイン   | ニコ・セラーノ               |
| 22  | DF   | スペイン   | ディエゴ・サンチェス・ペレス |
| 23  | DF   | スペイン   | エリック・クルベロ           |

※括弧内の国旗はその他保有国籍、もしくは市民権、星印はEU圏外選手を示す。
監督
- ルベン・アルベス（英語版）

### リザーブチーム
注：選手の国籍表記はFIFAの定めた代表資格ルールに基づく。
| No. | Pos. |          | 選手名                 |
| --- | ---- | -------- | ---------------------- |
| 26  | DF   | スペイン | イケール・マルティネス |
| 27  | FW   | スペイン | アレックス・オヨン     |
| 28  | DF   | フランス | ピエール・ムベンバ     |

| No. | Pos. |              | 選手名               |
| --- | ---- | ------------ | -------------------- |
| 29  | DF   | フランス     | ヤン・ケンボ ()      |
| 32  | GK   | フィンランド | エルモ・ヘンリクソン |

### ローン移籍
in
注：選手の国籍表記はFIFAの定めた代表資格ルールに基づく。
| No. | Pos. |            | 選手名                        |
| --- | ---- | ---------- | ----------------------------- |
| 12  | MF   | スペイン   | カルロス・ドトール (セルタ)   |
| 15  | DF   | セルビア   | ニコラ・マラシュ (アラベス)   |
| 16  | FW   | エクアドル | ヨルディ・カイセド (アトラス) |

| No. | Pos. |          | 選手名                               |
| --- | ---- | -------- | ------------------------------------ |
| 17  | FW   | スペイン | ジョナサン・ドゥバシン (バーゼル) () |
| 18  | MF   | スペイン | セサル・ヘラベルト (トゥールーズ)    |
| 21  | FW   | スペイン | ニコ・セラーノ (ビルバオ)            |

out
注：選手の国籍表記はFIFAの定めた代表資格ルールに基づく。
| No. | Pos. |          | 選手名                                  |
| --- | ---- | -------- | --------------------------------------- |
| --  | FW   | セルビア | ウロシュ・ジュルジェヴィッチ (ヴィゼラ) |

| No. | Pos. |          | 選手名                                    |
| --- | ---- | -------- | ----------------------------------------- |
| --  | FW   | スペイン | アレハンドロ・ロサノ (サン・フェルナンド) |

## 歴代会長
2023年6月17日現在
- アルセルモ・ロペス・サンチェス 1905-1915
- フェルナンド・キロス 1915-1917
- マヌエル・ゴンサーレス・リエラ 1917-1919
- エンリケ・ギサソーラ・マルティネス 1919-1921
- イスマエル・フィガレード・エレーロ 1921-1928
- ロベルト・G・デ・アグスティーナ 1928-1930
- ペドロ・ガルヌング・ポルティーリャ 1930-1934
- エミリオ・トゥージャ・ガルシア 1934-1935
- フェリクス・ギサソーラ 1935-1938
- ペドロ・ゴンサーレス・デル・リオ 1938-1940
- セクンディーノ・フェルゲローソ 1940-1945
- フアン・ベラスコ・ネスプラル 1945-1946
- ヘスス・フェルナンデス・エルナンデス 1946-1947
- ホセ・マリア・フェルナンデス・アルバレス 1947-1948
- セクンディーノ・フェルゲローソ 1948-1949（2度目の就任）
- パウリーノ・アントン・トレスパラシオス 1949-1954
- ホアキン・アロンソ・ディエス 1954-1955
- エウスタキオ・カンポマネス・ゴンサーレス 1955-1957

- アレハンドロ・ピダル・ギルオウ 1957-1959
- ラモン・ゴメス・ロサーナ 1959-1960
- アウレリオ・メネンデス・ゴンサーレス 1960-1961
- フランシスコ・キロス・ロドリゲス 1961
- ビクトール・フェルゲローソ 1961-1967
- アントニオ・ロイバス・デ・インサ 1967-1968
- カルロス・メンデス・クエルボ 1968-1973
- アンヘル・ビエホ・フェリウ 1973-1977
- マヌエル・ベガ＝アランゴ 1977-1986
- ラモン・ムニョス・フェルナンデス 1986-1989
- プラシード・ロドリゲス・ゲレーロ 1989-1992
- エロイ・カルボ・カペリン 1992-1994
- マヌエル・カルボ・プンピード 1994
- ホセ・フェルナンデス・アルバレス 1994-19997
- アンヘル・ガルシア・フロレス 1997-1998
- ヘルマン・オヘーダ・グティエレス 1998-1999
- フアン・アランゴ 1999-2002
- マヌエル・ベガ＝アランゴ 2002-2013（2度目の就任）
- アントニオ・ヴェイガ・スアレス 2013-2016
- ハビエル・フェルナンデス・ロドリゲス 2016-2022
- アレハンドロ・イララゴッリ 2022-

## 歴代監督
1922年から今日に至るまでにヒホンの監督を務めた人物の一覧である。プリメーラ・ディビシオンで最も長く務めたのはホセ・マヌエル・ディアス・ノボアであり、1979年から1999年の間の6期間に渡って計227試合を指揮した。
スペイン内戦前
- Karl Orth 1922-1923
- ホセ・モネガル 1925-1926
- エドムンド・モラン 1926
- マヌエル・メアーナ 1926-1929
- Randolph Galloway 1929-1931
- マヌエル・メアーナ 1931-1933
- ラモン・エレーラ 1933-1934
- Károly Plattkó 1934-1935
- ジャック・グリーンウェル 1935-1936

スペイン内戦後
- ホセ・マリア・ペーニャ 1939-1942
- マルティン・マルクレータ 1942-1943
- アマデオ・サンチェス 1943-1944
- キコ・カンポマネス 1944-1945
- アマデオ・サンチェス 1945-1946
- ホセ・マヌエル・ペーニャ 1946-1947
- ホセ・ルンボルド 1947-1948
- マヌエル・メアーナ 1948-1950
- フランシスコ・カンポス 1950-1951
- アマデオ・サンチェス 1951-1952
- ルイス・メネンデス 1952
- フアン・ホセ・ノゲス 1952-1954
- フランシスコ・カンポス 1954-1955
- アマデオ・サンチェス 1955-1956
- ヘスス・バリオ 1956-1958
- エドムンド・スアレス 1958-1959
- ルイス・メネンデス 1959
- ネルソン・アダムス 1959
- アベル・ピカベア 1959-1960
- アマデオ・サンチェス 1960-1961
- ヘルマン・メネンデス 1961
- ヘスス・バリオ 1961-1962
- ホセ・ルイス・モリヌエボ 1962-1966
- ヘスス・バリオ 1966
- ロマン・ガララーガ 1966-1968
- マヌエル・バダス 1968
- ルイス・シド 1968-1972
- ヘスス・バリオ 1972
- マリアーノ・モレーノ 1972-1973
- ヘスス・バリオ 1973
- パシエギート 1973-1975
- Pierre Sinibaldi 1975-1976
- ビセンテ・ミエラ 1976-1979
- ホセ・マヌエル・ディアス・ノボア 1979-1980
- ビセンテ・ミエラ 1980-1982
- ホセ・マヌエル・ディアス・ノボア 1982
- ヴヤディン・ボシュコヴ 1982-1984
- ホセ・マヌエル・ディアス・ノボア 1984-1988

- ヘスス・アラングレン 1988-1989
- カルロス・ガルシア・クエルボ 1989-1990
- シリアコ・カーノ 1990-1992
- Bert Jacobs 1992-1993
- カルロス・ガルシア・クエルボ 1993
- マリアーノ・ガルシア・レモン 1993-1995
- カルロス・ガルシア・クエルボ 1995
- リカルド・ネストル・レッサ 1995-1996
- ラミロ・セルソ・ソリス 1996
- ホセ・マヌエル・ディアス・ノボア 1996
- ベニート・フローロ 1996-1997
- ミゲル・アンヘル・モンテス 1997
- アントニオ・マセーダ 1997
- ホセ・マヌエル・ディアス・ノボア 1997-1998
- ホセ・アントニオ・レドンド 1998
- アントニオ・ロペス・アバス 1998
- ホセ・マヌエル・ディアス・ノボア 1998-1999
- ホセ・アントニオ・レドンド 1999
- ア・デモス 1999
- ペドロ・ブラオホス 1999-2000
- シリアコ・カーノ 2000
- ビセンテ・カンタトーレ 2000-2001
- ホセ・マリア・メアナ・アセバル 2001-2002
- アントニオ・マセーダ 2002-2003
- マルセリーノ・ガルシア・トラル 2003-2005
- シリアコ・カーノ 2005-2006
- マヌエル・プレシアード 2006-2012
- イニャキ・テハーダ 2012
- ハビエル・クレメンテ 2012
- マヌエル・サンチェス・ムリアス 2012
- ホセ・ラモン・サンドバル 2012-2014
- アベラルド 2014-2017
- ルビ 2017
- パコ・エレーラ 2017
- ルベン・バラハ 2017-2018
- ホセ・アルベルト 2018-2019
- ミロスラヴ・ジュキッチ 2019-2020
- ダビド・ガジェゴ 2020-2022
- ホセ・ルイス・マルティ 2022
- アベラルド 2022-2023
- ミゲル・アンヘル・ラミレス 2023-2024
- ルベン・アルベス（英語版） 2024-

## 歴代所属選手

### GK
- フアン・カルロス・アブラネード 1984-1999
- フランシスコ・リアーノ 1996-1998
- マヌ・フェルナンデス 2004-2007
- セルヒオ・サンチェス・サンチェス 2007-2009
- イバン・クエジャル 2008-2017,2021-
- ディエゴ・マリーニョ 2016-

### DF
- クンディ 1975-1989
- フランシスコ・ウリア 1977-1983
- マヌエル・ヒメネス 1979-1991
- アベラルド 1989-1994
- ユーリ・ニキフォロフ 1996-1998
- ロベルト・カネーリャ 2006-2019
- ユルゲン・コリン 2008-2009
- ルイス・エルナンデス 2012-2016
- ベルナルド・エスピノサ 2013-2016
- ホルヘ・メレ 2015-2017
- ジャン＝シルヴァン・ババン 2016-
- オグニェン・ヴラニェシュ 2016
- フェルナンド・アモレビエタ 2016-2017
- ドウグラス・ペレイラ・ドス・サントス 2016-2017
- エルダーソン・エチエジレ 2016-2017
- シャンドン  2017
- フェデリコ・バルバ 2017-2018

### MF
- エウヘニオ・レアル 1973-1974
- ホアキン 1976-1992
- マルセリーノ・ガルシア・トラル 1985-1989
- フェリペ・ミニャンブレス 1988-1989
- イゴール・レディアコフ 1998
- ルイス・エンリケ 1989-1991
- ディエゴ・カマーチョ 2008-2010
- ミゲル・デ・ラス・クエバス 2009-2013
- セルヒオ・アルバレス 2010-2018
- ホニー・ロドリゲス 2014-2016,2018,2022-
- アレン・ハリロヴィッチ 2015-2016
- オマール・マスカレル 2015-2016
- シャビ・トーレス 2016-2017
- モイ・ゴメス 2016-2019
- ミケル・ベスガ 2017

### FW
- リカルド・アロス 1956-1957
- キニ 1968-1980, 1984-1987
- トーマス・クリスチャンセン 1992-1993
- ピエール・ルイージ・チェルビーノ 1994-1995
- ラシディ・イエキニ 1995-1997
- フリオ・サリナス 1995-1997
- アブデルジャリル・ハッダ 1998-1999
- ダビド・ビジャ 2000-2003
- マテ・ビリッチ 2003-2004, 2008-2013
- ミゲル・ゲレーロ 2012-2016
- ステファン・スチェポビッチ 2013-2014,2017-2018
- アントニオ・サナブリア 2015-2016
- ブルギ 2016-2017
- ドゥイェ・チョプ 2016-2017
- ビクトル・ロドリゲス 2016-2017
- アクラム・アフィーフ 2016-2017
- ラシナ・トラオレ 2017
- ルベン・ガルシア 2017-2018
- ミチャエル・サントス 2017-2018
- ナノ・メサ 2018